# Station Falmer
Falmer is een spoorwegstation van National Rail in Falmer, Brighton and Hove in Engeland. Het station is eigendom van Network Rail en wordt beheerd door Southern. 